# Harry R. Sokal
Harry R. Sokal (auch Henry R. Sokal, Richard Henry Sokal und Heinrich Sokal; * 20. Februar 1898 in Craiova, Kleine Walachei, Königreich Rumänien; † 7. März 1979 in München) war ein Filmproduzent rumänischer Herkunft.

## Leben
Der gelernte Bankangestellte und Kaufmann beteiligte sich an der Finanzierung verschiedener Filmprojekte, darunter Die freudlose Gasse. Im Januar 1925 gründete er die Eos Film GmbH und im Mai die H. R. Sokal-Film GmbH in Berlin. Im September 1926 wandelte er die Eos Film in die Sokal-Film Verleih GmbH um.
Einer seiner ersten Filme war ein Remake des Stummfilmklassikers Der Student von Prag. Sokal entwickelte sich zum Bergfilm-Spezialisten, der mehrere richtungweisende Inszenierungen Arnold Fancks sowie Leni Riefenstahls Regiedebüt Das blaue Licht produzierte.
Nach der Machtergreifung der Nationalsozialisten 1933 emigrierte er zunächst nach Paris, wo 1934 sein Sohn Henri geboren wurde. Nach einer kurzen Zwischenstation in England, wo er 1936 die Produktionsleitung zu Dusty Ermine übernahm, produzierte er 1937 in Frankreich mit einer Firma das Schneelustspiel Aber mein Hans, der kann’s.
1941 ließ er sich in den USA nieder. Dort kamen seine Projekte über Treatments nicht hinaus. Trotz eines Vertrags bei der kleinen Produktionsfirma Monogram wurde Sokal erst 1946 als Produktionsleiter wieder an einem Film beteiligt. 1949 kehrte er nach Deutschland zurück. In München gründete er die Henry Sokal-Film. Unter dem Titel Föhn produzierte er sein erstes Nachkriegswerk, eine Neuverfilmung seines größten Erfolges Die weiße Hölle vom Piz Palü. Bei der Wintersportkomödie Karneval in Weiß führte er selbst Regie. Sein am meisten beachteter Nachkriegsfilm wurde 1958 Helden nach der Komödie von George Bernard Shaw mit O. W. Fischer. Helden war 1959 für den Oscar als bester fremdsprachiger Film nominiert.
Er war in erster Ehe mit der Schauspielerin Agnes Esterházy, in dritter Ehe mit Charlotte Kerr (1927–2011) verheiratet. 1972 erhielt er das Filmband in Gold für langjähriges und hervorragendes Wirken im deutschen Film. Seine Urnengrabstätte befindet sich im Waldfriedhof Grünwald, dort unter dem Namen Henry R. Sokal.

## Filmografie
Als Filmproduzent
- 1925: Der erste Stand. Der Großkapitalist (zweiteiliger Spielfilm)
- 1925: Die Zwei und die Dame
- 1926: Sklaven des Geldes
- 1926: Die Fahrt ins Abenteuer
- 1926: Der Student von Prag
- 1926: Der heilige Berg (Produktionsleitung)
- 1927: Die Spielerin
- 1928: Evas Töchter
- 1929: Die weiße Hölle vom Piz Palü
- 1930: Stürme über dem Mont Blanc (Produktionsleitung)
- 1931: Der weiße Rausch – neue Wunder des Schneeschuhs
- 1932: Das blaue Licht
- 1932: Der Orlow
- 1932: Abenteuer im Engadin
- 1933: Love on Skis
- 1936: Dusty Ermine (Produktionsleitung)
- 1940: Aber mein Hans, der kann’s (Le Grand élan) (auch Co-Regie)
- 1946: The Face of Marble (Produktionsleitung)
- 1947: Winter Wonderland
- 1950: Föhn
- 1952: Karneval in Weiß (auch Co-Regie)
- 1956: Zärtliches Geheimnis (auch Co-Drehbuch)
- 1958: Helden
- 1959: Und das am Montagmorgen
- 1960: Heldinnen